# Żyła odpiszczelowa

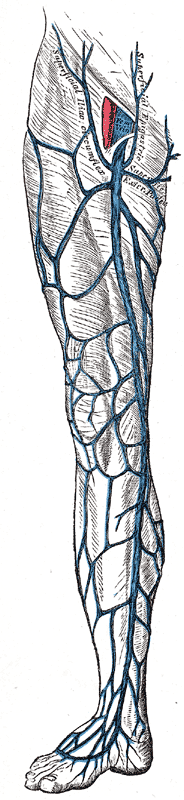
Żyły powierzchowne kończyny dolnej

Żyła odpiszczelowa (łac. vena saphena magna, vena saphena) – w anatomii człowieka żyła należąca do grupy żył powierzchownych kończyny dolnej, będąca głównym powierzchownym pniem żylnym kończyny dolnej.
Zaczyna się jako przedłużenie żyły brzeżnej przyśrodkowej stopy, do której dołączają się gałęzie powierzchowne ze skórnej sieci żylnej grzbietowej stopy oraz sieci żylnej podeszwowej, a także gałęzie głębokie od żył podeszwowych przyśrodkowych. Przechodzi z przodu od kostki przyśrodkowej i biegnie ku górze na przyśrodkowej powierzchni goleni, leżąc na powięzi goleni i powięzi szerokiej pod skórą, przechodzi przez rozwór odpiszczelowy i ok. 3–4 cm poniżej bruzdy pachwinowej wpada do żyły udowej od jej przednio-przyśrodkowej strony.
Jej dopływami są wszystkie żyły powierzchowne uda i duża część żył powierzchownych goleni i stopy. Należy do nich kilka żył powierzchownych odprowadzającyh krew z sieci żylnej grzbietowej stopy oraz ze strony przyśrodkowej okolicy piętowej, większość żył powierzchownych z powierzchni przednio-przyśrodkowej goleni, żyły odżywcze piszczeli, żyły przeszywające mięśniowe, żyły powierzchni przedniej uda i żyła odpiszczelowa dodatkowa.
Mogą do niej wpadać także (zwykle będące dopływami żyły udowej) żyła nabrzuszna powierzchowna, żyła okalająca biodro powierzchowna i żyły sromowe zewnętrzne.